# Leucophora gagatea
Leucophora gagatea este o specie de muște din genul Leucophora, familia Anthomyiidae. A fost descrisă pentru prima dată de Robineau-desvoidy în anul 1830.
Este endemică în Franța. Conform Catalogue of Life specia Leucophora gagatea nu are subspecii cunoscute.